# أميون
أميون هي مدينةٌ لبنانية ومركز قضاء الكورة في محافظة الشمال. وهي تبعد حوالي 78 كم عن بيروت. كانت تسمى «أمية» في الألف الثاني ما قبل الميلاد، ويعيش فيها غالبية من الروم الأرثوذكس. فيها آثارٌ فينيقيّة ورومانيّة، ومن أهم آثارها، كنيسة مار جرجس التي بُنِيَتْ على أنقاض معبدٍ رومانيّ، ومبنى دير مار فوقا الذي بُنِيَ أيّام الصليبيّين.

## التسمية
يعود أصل كلمة أميون إلى اللغة الآرامية، والتي يُعتقد أنها كانت تُسمى "آم يوان" والتي تعني "محلة اليونان". مع احتمال وجود جذر آخر للاسم بمعنى "المدينة المحصنة" بحيث كانت محصنة بالمعابد الرومانية. وتقع بلدة أميون على قمة تلة قديمة يعود تاريخها إلى ما قبل الألف الثاني قبل الميلاد، وكان يطلق على البلدة اسم "أُميا" خلال هذه الفترة. وردت كلمة أميا في رسائل تل العمارنة التي أُرسلت في القرن الرابع عشر قبل الميلاد، من قبل الحكام المحليين إلى أسيادهم فراعنة مصر. وفي دراسته الاشتقاقية لأسماء المدن والقرى اللبنانية، أكد المؤرخ أنيس فريحة أن أُميا هي نفسها مشتقة من الكلمة السامية إيمون، والتي تعني "المحصنة الشديدة" أي "الحصن المنيع".

## السكان
بلغ عدد سكان أميون عام 1953 (2,673 نسمة)، وفي عام 2010 بلغ عدد السكان 10,658 نسمة، كما يوجد من المهاجرين مثل هذا العدد. من السكان جميع السكان تقريبًا هم من المسيحيين من أتباع بطريركية أنطاكية وسائر المشرق للروم الأرثوذكس. أميون هي أكبر مدينة أرثوذكسية يونانية في لبنان، ورابع أكبر بلدة في بلاد الشام بعد محردة والسقيلبية وكفر بهم (جميعها في سوريا).
خلال القرن العشرين، أثرت تغييرات كبيرة على السكان المحليين، الذين كانوا يعتمدون على الزراعة، وخاصة إنتاج الزيتون وزيت الزيتون والصابون، وتحولوا إلى مجتمع يهتم بالتعليم. وأدى ذلك إلى وجود نسبة كبيرة، ما يقرب من 30٪ من السكان لديهم شهادات جامعية عليا، وخاصة في المجال الطبي.

## المعتقدات الدينية
وفي أميون عدد من كنائس الروم الأرثوذكس: كنيسة رقاد السيدة، كنيسة القديس جاورجيوس الدهليز والتي بنيت فوق أنقاض معبد روماني، وكنيسة القديس يوحنا المبنية أعلى جرف صخري يشرف على البلدة، وفي هذا الجرف العديد من الكهوف والمغارات والمدافن التي تعود للحقب الرومانية والبيزنطية، وكنيسة مار سرجيوس وباخوس، وكنيسة القديسة باربارة التي شيدت في القرن السابع عشر، وكنيسة مار دوميتيوس، وكنيسة مار مارينا، وكنيسة مار فوقا وفيها العديد من الجداريات البيزنطية، والتي يعود تاريخها إلى الفترة بين القرن 12 والقرن 14. وكنيسة القديس سمعان العمودي، وكنيسة سيدة الرضاعة (مار جالا)، وكنيسة سانت فوكس وفيها العديد من النقوش البيزنطية.

## التعليم
يوجد في أميون 3 مدارس حكومية، ومدرستين خاصتين. وبالشمال من أميون توجد جامعة البلمند على بُعد 10 كم منها. كما وتوجد مكتبة عامة ومستشفى خاص فيها.

## الجغرافيا

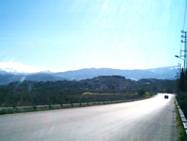
طريق أمون السريع

تقع أميون في قلب منطقة شمال لبنان وهي مركز قضاء الكورة. ويبلغ ارتفعها عن سطح البحر بين (300-370 م). وتبعُد عن العاصمة بيروت 78 كم (48.5 ميل) باتجاه الشمال الشرقي، وتبعد عن منطقة أرز الرب مسافة 42 كم (26 ميل)، وتبعد عن مركز مدينة طرابلس مركز محافظة شمال لبنان 18 كم (11 ميل).
تقع أميون بين البحر والجبال، على سلسلة من التلال الجميلة الممتدة من الشرق إلى الغرب، وتتمتع بموقع مميز وإطلالة خلابة. وتحيط بالتلال التي تقع عليها أميون حقول الزيتون في الشمال، وكروم العنب وبساتين اللوز وأشجار الزيتون في الجنوب. وتمر الطرق المعبدة، بما في ذلك طريق بيروت-الأرز السريع، عبر تلك التلال. وقديمًا عندما كانت المنازل الممتدة على تلك التلال قليلة، كانت بلدة أميون تسمى “بلدة التلال الجميلة”. يمكن الوصول إلى أميون عبر الطريق السريع الذي يمر عبر جبيل والبترون وشكا وكفر حزير. كما يمكن الوصول إليها من طرابلس عن طريق قرية بحصاص وضهر العين وعابا وبشمزين.
تشتهر أميون أيضًا بأشجار الزيتون، التي من المحتمل أن تكون الأقدم في العالم، وزيت الزيتون فيها عالي الجودة.

## التاريخ
استوطنت أميون منذ عصور قديمة جدًا، ويرجع المؤرخون تاريخ استيطان أميون إلى العصر الحجري القديم. ويدعم ذلك عدد الكهوف الصغيرة التي بنيت في صخور المدينة القديمة. وفي السنوات الماضية، زارها عدد من المستشرقين الفرنسيين والألمان – وفي مقدمتهم الفرنسي إرنست رينان – ودرسوا مواقعها الأثرية وكتبوا عنها. ويعتقد أن الشعوب السامية القديمة وصلت إلى المنطقة حوالي 4,000 سنة قبل الميلاد.
يذكر الأب لامنس في كتابه «آثار لبنان» عدداً من البلدات، إحداها «أميا» (ص 76). إذا صح هذا الارتباط، فيمكن اعتبار أميون أقدم مدينة في المناطق الداخلية من لبنان.
لتاريخ أمون بصمات مختلفة في عدة حقب زمنيّة، سواء القديمة أو الوسطى أو الحديثة. يمكن إرجاع بعض آثارها إلى فترة سادت فيها ديانات وثنية مختلفة. ومع ظهور المسيحية، تحولت المعابد الرومانية الوثنية في أميون إلى كنائس.
اكتسبت المدينة أهمية كبيرة خلال القرون التي كانت فيها فينيقيا تحت الحكم الروماني، لكون المدينة كانت موقعًا لمعبد روماني، تم تحويله فيما بعد إلى كنيسة مخصصة للقديس جاورجيوس. ولا تزال بقايا منصة المعبد مرئية تحت دير من العصور الوسطى.

## أبرز المعالم

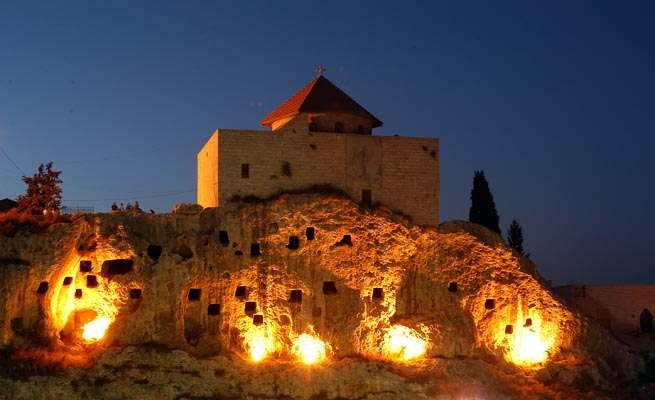
كنيسة القديس يوحنا الشير

- كاتدرائية القديس جاورجيوس: أقيمت فوق معبد روماني سابق في أعلى منطقة مأهولة بالسكان، كما ورد في تعميم كتبه أستاذ التاريخ في المدارس اللبنانية الرسمية شكر الله النبوت.
- كنيسة القديس يوحنا الشير: ترتفع على منحدر صخري فوق عدد من الأقبية في الواجهة الجنوبية الشرقية من الجرف. وفيها مشهد ثلاثي لكنيسة صليبية (1099-1100 م) وأسفلها تظهر بالواجهة 28 سردابًا بانورامي الشكل محفورًا بالجرف الصخري، والتي يشير تأريخها بالكربون إلى ما بين (15,000-24,000 سنة).[6]
- وتعرف مدينة أميون بأنها موقع لمعركة أميون عام 694م بين القوات البيزنطية بقيادة موريك وموركيان وبعض أتباع المذهب مونوثيليتي.

## توأمة
لأميون اتفاقيات توأمة مع:
- كالاماتا، إقليم بيلوبونيز، اليونان.

## أعلام
- نسيم نقولا طالب: كاتب ومحلل إحصائي.
- نقولا غصن: سياسي.
- سليم سعادة: سياسي واقتصادي لبناني.
- كارن شماس: لاعبة جودو لبنانية.
- جاك نصر: رجل أعمال.
- جورج عطية: أمين مكتبة.
- أليكس عازار: صيدلاني وسياسي ورجل أعمال.

## مواقع خارجية
- موقع مدينة أميون
- أميون - موقع اقامة لبنان